# サン・ミゲル県 (エルサルバドル)

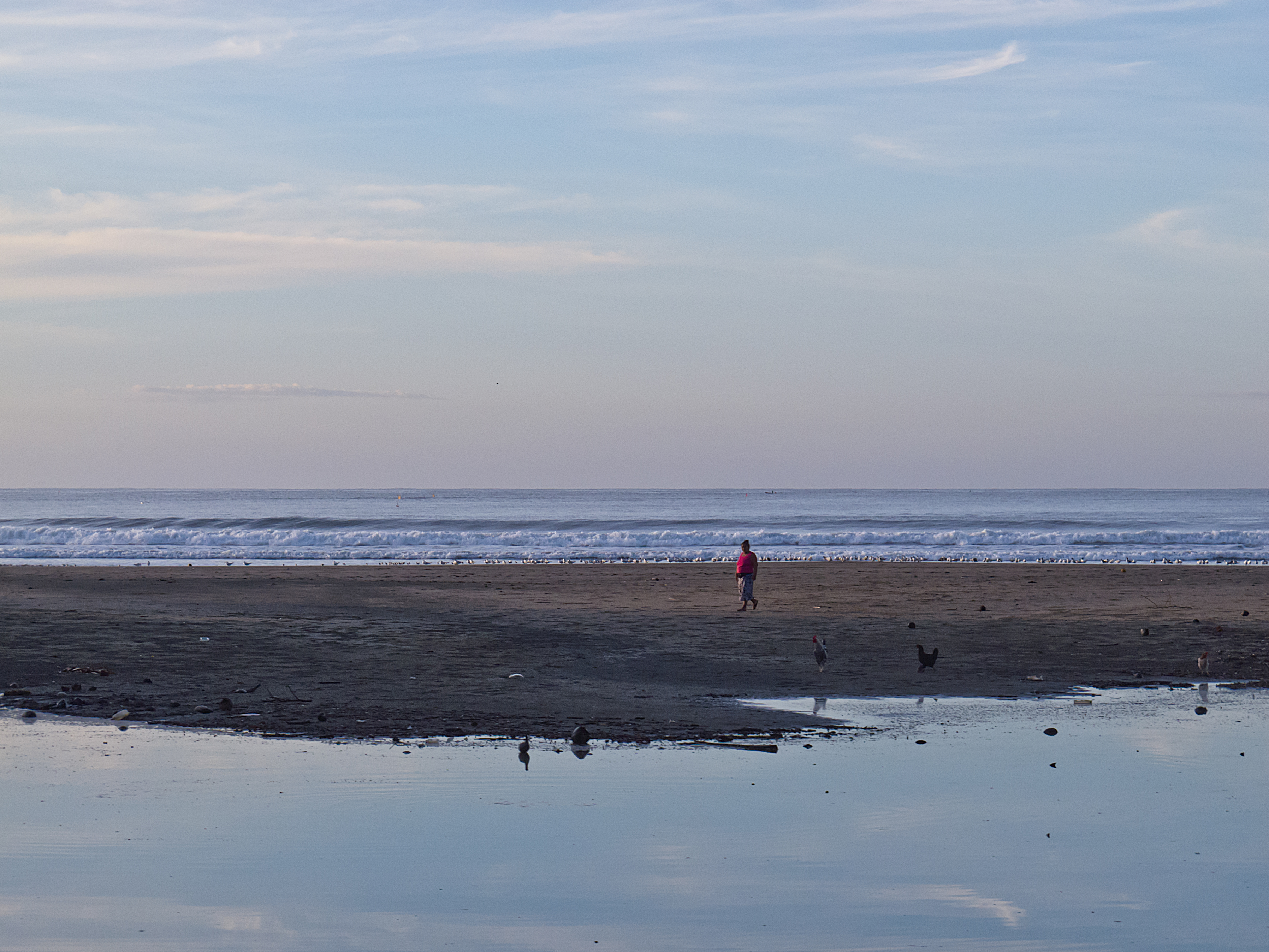
エル・クコ海岸

サン・ミゲル県(サン・ミゲルけん、スペイン語：Departamento de San Miguel)は、エルサルバドル東部の県。
県都はサン・ミゲル。
2016年の人口は49万4610人で、全国の7.6%を占め、14県中5位。
面積は2077.1km2で、全国の9.9%を占め、14県中2位。
人口密度は238.1人/km2。
スペイン人に征服される以前は、サン・ミゲル県とラ・ウニオン県、モラサン県の領域にレンカ族のチャパッラスティクー(美しい蘭)王国が存在した。

## 人口
- 1992年9月27日：40万3411人
- 2007年6月30日：46万3083人
- 2012年6月30日：47万5534人
- 2016年6月30日：49万4610人

## 隣接州
- 北：インティブカ県
- 北東：モラサン県
- 東：ラ・ウニオン県
- 南：太平洋、ウスルタン県
- 南西：サン・ビセンテ県
- 西：カバーニャス県

## 地理
- オロメガ湖（英語版）
- サン・ミゲル火山

## 主要都市
人口は2016年6月30日の値。
1. サンミゲル：26万1714人(県都)
2. バリオス市（英語版）：2万8830人
3. モンカグア（英語版）：2万6268人
4. チナメカ（英語版）：2万3154人
5. チリラグア（英語版）：2万505人
6. エル・トランシト（英語版）：2万271人
7. ロロティケ（英語版）：1万6396人
8. サン・ラファエル（英語版）：1万4272人
9. チャペルティケ（英語版）：1万1469人
10. 新グアダルペ（英語版）：1万900人
11. セソリ（英語版）：1万325人

## 経済

### 農業
- エネケン
- 果物
- 雑穀
- 砂糖黍
- 牧草
- マングローブ
- 油性の種子

### 畜産
- 牛
- 蜂
- 豚
- 山羊
- 騾馬

### 工業
- 糸
- 衣服
- 飲料
- 栄養食品
- 牛乳
- 建材
- 石鹸
- 洗剤
- 皮革
- 綿製品